# Caknesia glarusa
Caknesia glarusa är en insektsart som beskrevs av Irena Dworakowska 1994. Caknesia glarusa ingår i släktet Caknesia och familjen dvärgstritar. Inga underarter finns listade i Catalogue of Life.